# Франческо Арайя
Франческо Арайя (італ. Francesco Araja, справжнє ім'я Francesco Domenico Araja; 25 червня 1709, Неаполь — 1770, Болонья) — італійський оперний композитор доби пізнього бароко, придворний композитор і капельмейстер двох російських імператриць (Анни Іванівни та Єлизавети Петрівни).

## Життєпис
Народився у місті Неаполь в родині музикантів. Музикою займались дід та батько Франческо Арайї. Син і онук наслідував їх фах. Франческо Арайя був учнем композитора Леонардо Лео (повне ім'я — Гортензій Леонардо Сальваторе де Лео, 1694—1744). Музику почав писати у віці 19—20 років, а перший його оперний твір був поставлений для герцога Тосканського у 1730 році в палаці у Флоренції.
Про оперну трупу Арайї стало відомо в Російській імперії. У 1735 році його разом з театральним колективом виписали до Санкт-Петербурга до двору російської імператриці Анни Іванівни. Разом з ним прибув і театральний художник Джузеппе Валеріані, конкурент відомих італійських сценографів з родини Бібієна.
Незважаючи на палацові перевороти в Російській імперії, Франческо Арайя та Джузеппе Валеріані зробили непогану кар'єру при російському дворі. У 1740 році, попри падіння могутнього Бірона, Арайя був відісланий за кордони імперії з метою запрошення нових акторів та співаків у театральну трупу. У 1755 році композитор Арайя написав музику до опери «Цефал и Прокрис» (текст лібрето — О. П. Сумарокова), яка стала етапним твором на російській театральній сцені, адже була першим оперним твором, написаним на російський текст і представлений на публіку в тому ж 1755 році в театрі Санкт-Петербурзького Зимового палацу (за 10 років текст опери був надрукований в Росії). Частина опер композитора йшла в палацових передмістях Петербурга й у театрі на окремій ділянці Літнього саду. Окрім опер писав також ораторії та кантати.
Художник Джузеппе Валеріані, окрім праці в театрі, отримав посаду і титул «Першого історичного живописця, перспективи професора, театральної архітектури інженера при Імператорському Російському дворі». Джузеппе Валеріані працював у столиці Російської імперії до власної смерті.
По закінченню контракту, у 1759 році Франческо Арайя відбув до Італії. 1762 року його наново викликали до Петербурга на урочистості з приводу коронаційних свят нового російського імператора Петра ІІІ.
Композитор доживав віку в місті Болонья, де й помер.

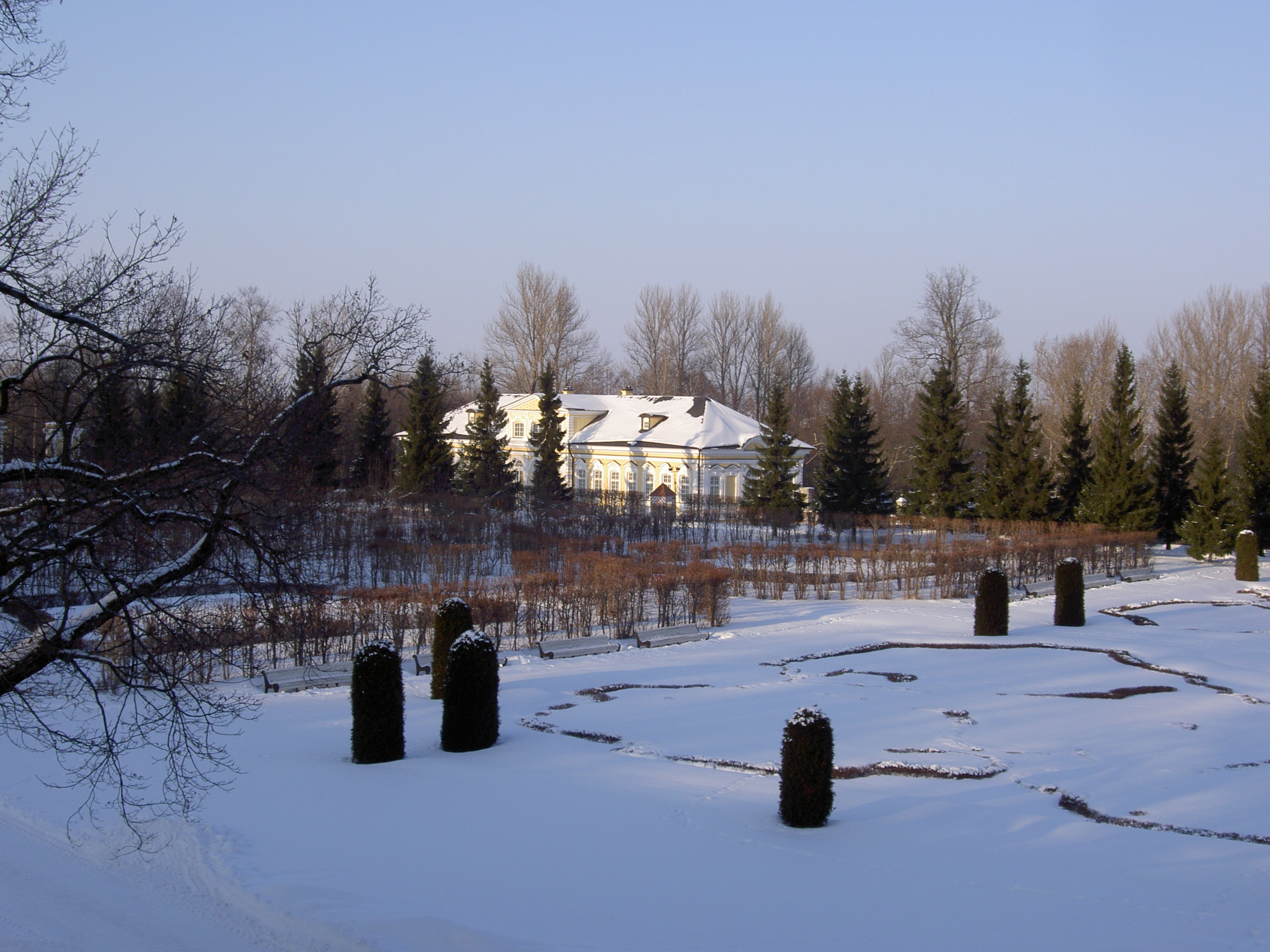
Оранієнбаум. Картинний дім, де давали опери.
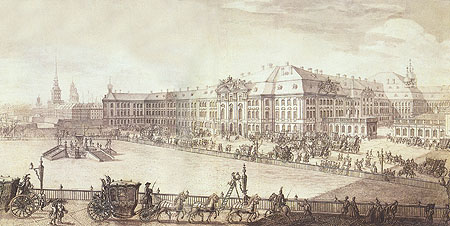
Михайло Махаєв, гравюра «Зимовий палац і Палацова площа»
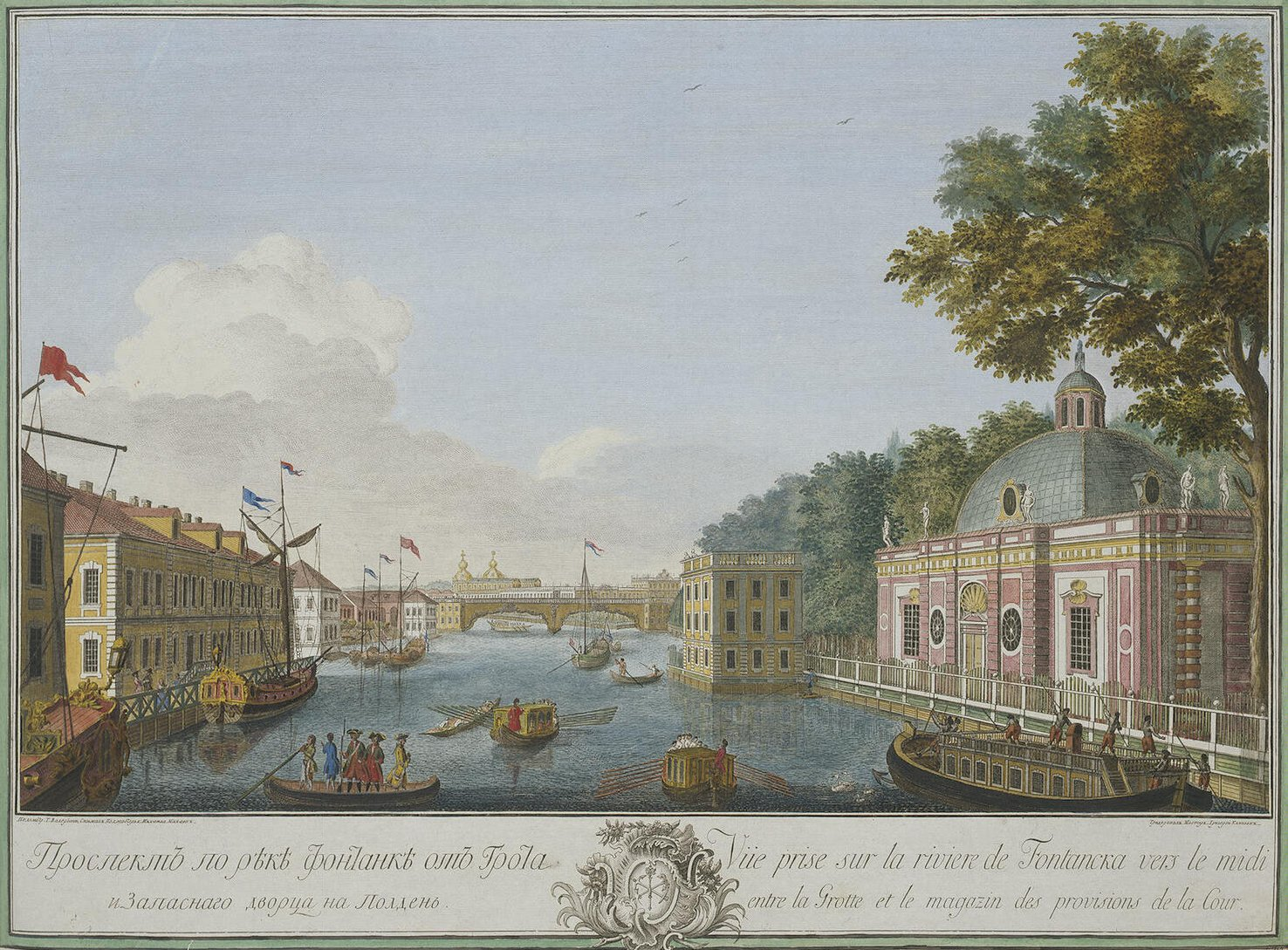
М. Махаєв. гравюра «Річка Фонтанка і Грот у Літньому саду (праворуч )»
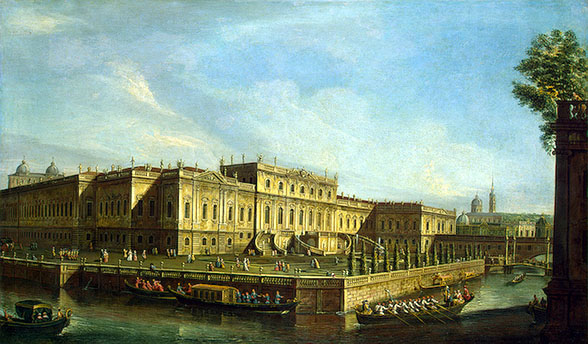
Літній палац імператриці Єлизавети Петрівни

## Вибрані твори

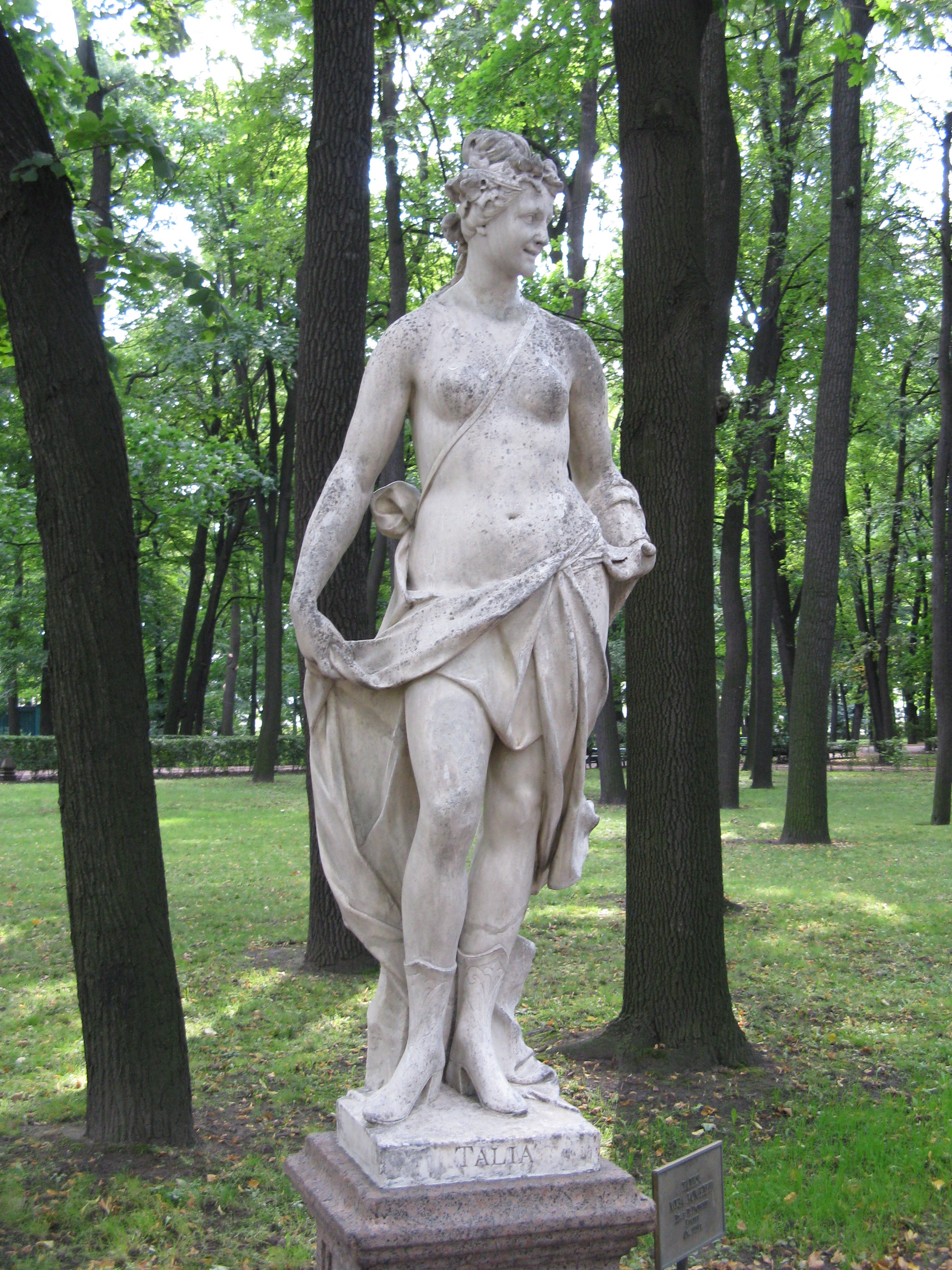
Муза комедії Талія.

- «Береніка»
- «Клеомен»
- «Семіраміда»
- «Міць кохання та ненависті»
- «Імператор Люций Вер»
- «Притворна Ніно»
- «Селевк»
- «Артаксеркс»
- «Сципіон»
- «Цар Мітрідат»
- «Беллерофонт»
- «Цефал та Прокрида»
- «Олександр Македонський у Індії»
- «Іфігенія в Тавриді»
- «Тімотей»